# Eoophyla basilissa
Eoophyla basilissa là một loài bướm đêm trong họ Crambidae.